# Kaeso Quinctius
Kaeso Quinctius war ein Sohn des späteren römischen Diktators Lucius Quinctius Cincinnatus.
Nach dem Geschichtswerk des Titus Livius (III 11–13) war Kaeso ein heftiger Gegner der Plebejer und vertrieb oft die Volkstribunen vom Forum. Im Jahre 461 v. Chr. wurde er dann von einem der Tribunen, dem Aulus Verginius, wegen schlechter Sitten angeklagt, spottete jedoch der Vorladung, bis sich seine Familie angesichts des näher rückenden Prozesses um sein gutes Ansehen bemühte. Der Kläger Marcus Volscius Fictor verschärfte die Situation jedoch durch die Aussage, Kaeso habe den Bruder des Volscius in Trunkenheit erschlagen. Daraufhin wurde Kaeso verhaftet und eingesperrt. Gegen eine von zehn Bürgen erbrachte Kaution in Höhe von 3000 Assen wurde er freigelassen und floh nach Etrurien. Die berühmte Armut seines Vaters, des späteren Diktators, folgte direkt aus der Kautionszahlung.